# Дихово
Дихово (мкд. Дихово) је насеље у Северној Македонији, у јужном делу државе. Дихово припада општини Битољ.

## Географија
Насеље Дихово је смештено у јужном делу Северне Македоније. Од најближег већег града, Битоља, насеље је удаљено 6 km западно.
Дихово се налази на западном ободу Пелагоније, највеће висоравни Северне Македоније. Насеље је смештено на северним падинама планине Баба. Северно од села протиче речица Драгор. Надморска висина насеља је приближно 830 метара.
Клима у насељу је планинска због знатне надморске висине.

## Становништво
Дихово је према последњем попису из 2021. године имало 213 становника.
| Национални састав према попису из 2021.‍ | Национални састав према попису из 2021.‍ | Национални састав према попису из 2021.‍ | Национални састав према попису из 2021.‍ | Национални састав према попису из 2021.‍ |
| --------------------------------------- | --------------------------------------- | --------------------------------------- | --------------------------------------- | --------------------------------------- |
|                                         |                                         |                                         |                                         |                                         |
| Македонци                               | Македонци                               |                                         | 192                                     | 90,1%                                   |
| непописани                              | непописани                              |                                         | 17                                      | 7,9%                                    |

Већинска вероисповест је православље.